# Malacahuacan
Malacahuacan är en ort i Mexiko.   Den ligger i kommunen Quimixtlán och delstaten Puebla, i den sydöstra delen av landet, 210 km öster om huvudstaden Mexico City. Malacahuacan ligger 1 424 meter över havet och antalet invånare är 222.
Terrängen runt Malacahuacan är varierad. Malacahuacan ligger nere i en dal. Runt Malacahuacan är det tätbefolkat, med 266 invånare per kvadratkilometer. Närmaste större samhälle är Xico, 17,3 km nordost om Malacahuacan. I omgivningarna runt Malacahuacan växer i huvudsak blandskog.